# بلجيكا في "القرن التاسع عشر الطويل"

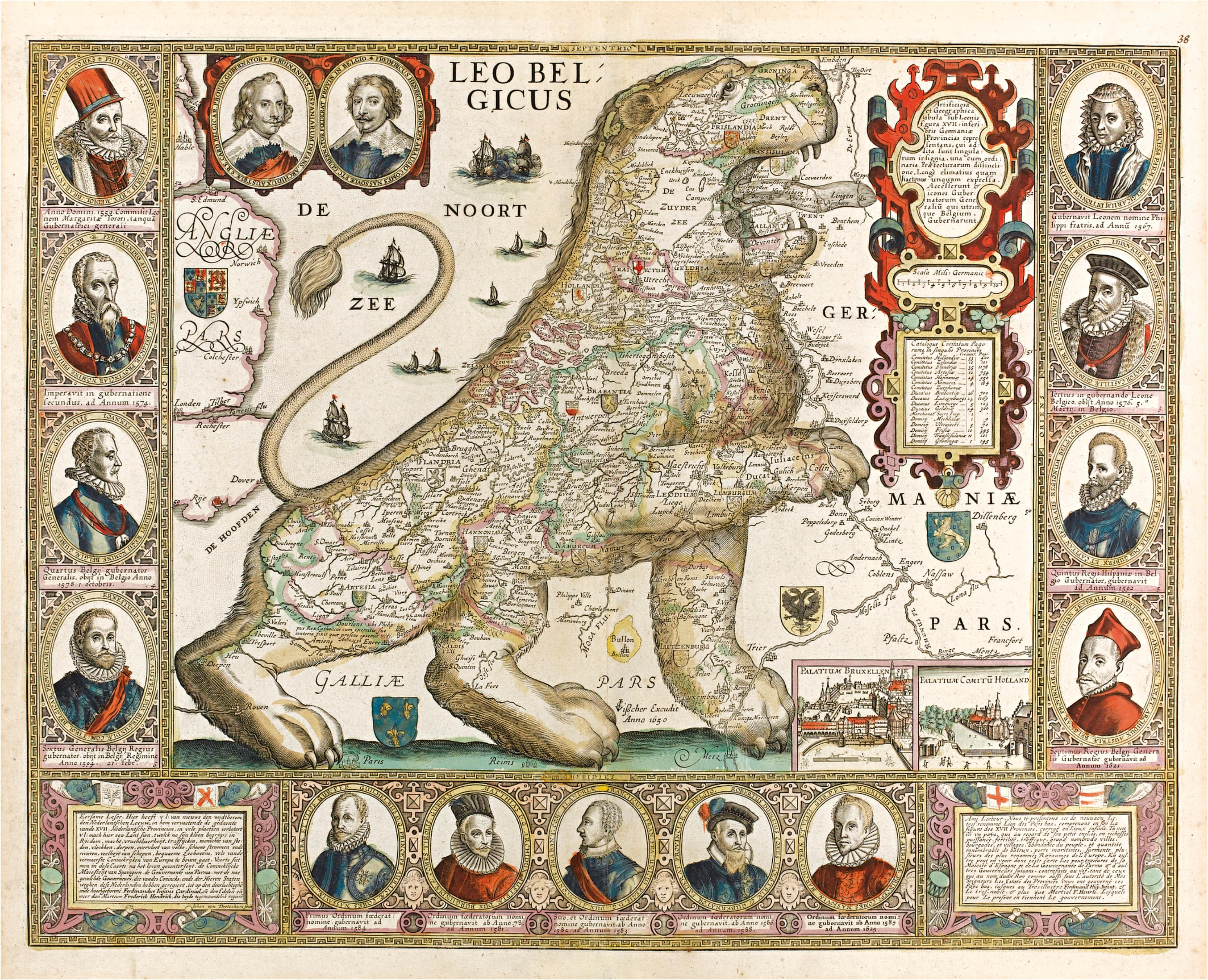

يتضمن تاريخ بلجيكا في الفترة من 1789 إلى 1914، وهي الفترة التي أُطلق عليها اسم «القرن التاسع عشر الطويل» من قبل المؤرخ إريك هوبسباوم، نهاية الحكم النمساوي وفترات من الاحتلال الفرنسي والهولندي للمنطقة، والتي قادت إلى تأسيس أول دولة بلجيكية مستقلة في عام 1830.
في السنوات التي سبقت عام 1789، قُسمت الأراضي التي تُعرف اليوم باسم بلجيكا إلى دولتين، وهما الأراضي المنخفضة النمساوية وأسقفية أمير لييج، واللتان كانتا جزءًا من الإمبراطورية الرومانية المقدسة. استولت فرنسا على هذه المنطقة خلال حروب الثورة الفرنسية وأُدرجت ضمن الجمهورية الفرنسية الأولى للفترة من 1794 إلى 1815. أُضيفت الأراضي البلجيكية إلى مملكة الأراضي المنخفضة المتحدة، وذلك خلال مؤتمر فيينا الذي عُقد في الفترة التي أعقبت الهزيمة النهائية لنابليون في 1815.
في 1830، أعلنت المحافظات البلجيكية استقلالها خلال الثورة البلجيكية، لكنها لم تحظ بها حتى عام 1839. بعد تأسيس ليوبولد الثاني ملك بلجيكا لمستعمرته الخاصة في 1885، تسببت دولة الكونغو الحرة بانطلاق صيحات احتجاجية دولية منددة بانتهاكات حقوق الإنسان، مما دفع الدولة البلجيكية لضم المنطقة إلى أراضيها في 1908، مكونةً الكونغو البلجيكية. في 1909، وبعد وفاة عمه، بدأ ألبرت الأول ملك بلجيكا فترة حكمه التي استمرت حتى عام 1934. على الرغم من إعلان بلجيكا لموقفها المحايد تجاه الحرب العالمية الأولى، فقد اجتيحت من قبل الإمبراطورية الألمانية في أغسطس من عام 1914، مما تسبب بانخراط بلجيكا في الحرب العالمية الأولى.
شهد «القرن التاسع عشر الطويل» تغيرات حضارية واقتصادية هائلة في بلجيكا. حسَّنت الثورة الصناعية، التي بدأ تأثيرها بالظهور في بلجيكا خلال حقبة الاحتلال الفرنسي، من اقتصاد المنطقة خلال هذه الحقبة. بحلول عام 1914، أُقرَّ أن بلجيكا هي واحدة من أكثر الدول الصناعية كثافة في أوروبا، وذلك من خلال دورها البارز في استخراج الفحم والصناعات التحويلية.
كانت اللغة الفرنسية هي اللغة المهيمنة في بداية هذه الحقبة، وكانت هي اللغة الوحيدة التي من المسموح استعمالها في الأعمال القانونية والحكومية. مع ذلك، أصبحت بلجيكا ثنائية اللغة رسميًا في 1870، واعتُرف باللغة الهولندية رسميًا كلغة مساوية للفرنسية في القضايا القانونية في عام 1898.

## التركيب الجغرافي والديموغرافي
تباينت الأراضي البلجيكية قليلًا خلال هذه الحقبة. بقيت حدود بلجيكا مع هولندا على نفس الحال السابق تقريبًا، والتي شُكِّلت بعد الثورة الهولندية في أوائل القرن السابع عشر، وبقيت الحدود الغربية على حالها تقريبًا والتي تشكَّلت من كيانين سياسيين هما الأراضي المنخفضة النمساوية وأسقفية أمير لييج. أصبحت الأراضي البلجيكية كيانًا واحدًا بعد الاحتلال الفرنسي في عام 1795. في ثلاثينيات القرن التاسع عشر، سعى الثوار البلجيكيون إلى تأسيس دولة مستقلة داخل حدود المحافظات التسع المؤسسة في ظل الاحتلال الفرنسي وأرادوا إنهاء الأدوار التقليدية للدوقيات الصغيرة والسلاطين والمقاطعات اللواتي مثلن الوحدات الإقليمية الأساسية في ذلك الوقت. تتطابق حدود بلجيكا في عام 1914 مع تلك التي أُسست من قبل الفرنسيين في 1795، باستثناء فلاندرز الزيلندية وجزءٍ من لوكسمبورغ وليمبورخ الشمالية اللواتي مُنحن للهولنديين للتعويض عن خسارتهم لباقي الأراضي البلجيكية. احتوت الأراضي الممنوحة لهولندا على 300,000 نسمة من السكان في ذلك الوقت.
احتوى النصف الشمالي من بلجيكا، والذي عُرف باسم كونتية فلاندرز، على مناطق زراعية كثيفة وعلى ميناء أنتويرب المهم ومدينة غنت إضافة إلى العاصمة بروكسل. في النصف الجنوبي، والذي عُرف باسم والونيا، أصبحت مجموعة من القرى والمدن الصغيرة المنتشرة على امتداد نهري السامبر والميز بؤرةً صناعية وسُميت بالوادي الصناعي. كان هناك منطقة إلى الغرب من هذا الوادي وحول مدينة شارلوروا تحديدًا سُميت باسم «البلاد السوداء» بسبب احتواءها على كميات كبيرة من الفحم الأسود. تقع منطقة الأردين الزراعية ذات الغابات الكثيفة في الجزء الجنوبي الشرقي من بلجيكا، ممتدةً على الحدود مع لوكسمبورغ وبروسيا (التي عُرفت لاحقًا باسم ألمانيا).
في عام 1784، بلغ تعداد سكان بلجيكا 2.6 مليون نسمة، يعيش 25 بالمئة منهم فقط في المدن. شهدت الفترة خلال القرن التاسع عشر توسعًا في عدد السكان وتوجههم نحو التحضر. شهدت الفترة من 1830 إلى 1875 زيادةً في عدد السكان في بروكسل من 100,000 نسمة إلى 180,000 نسمة، وبحلول عام 1910 ارتفع عدد السكان في المنطقة الحضرية الكبرى إلى 750,000 نسمة. كان غالبية سكان بلجيكا من الرومانيين الكاثوليك، بالإضافة إلى شيوع حركات التفكير الحر مثل الماسونية بين أوساط المفكرين وأفراد الطبقة الوسطى الحضرية.
كانت بلجيكا، وبروكسل تحديدًا، مرتعًا لمجتمعات اللاجئين المهمين خلال «القرن التاسع عشر الطويل»، ومقصدًا شائعًا للاجئين السياسيين. منذ عام 1871، هرب العديد من الشيوعيين من باريس إلى بروكسل، وتحصلوا على حق اللجوء السياسي. وصل السياسي اليميني المتطرف الجنرال جورج بوولنجر إلى بلجيكا في 1889. عاش عدد آخر من المنفيين البارزين في بلجيكا مثل الكاتب فيكتور هوغو والمنظِّر كارل ماركس.

## اللغة
خلال فترة سيطرتهما على بلجيكا، حاولت كل من فرنسا وهولندا إقحام لغتيهما الوطنية، لكن حكمهما لم يستمر لفترة كافية لترسيخ اللغة في المنطقة بصورةٍ كاملة ولإزاحة اللهجات المحلية والحلول محلها.
في عام 1846، استخدم 57 بالمئة من السكان البلجيكيين اللهجتين الهولندية والفلمنكية كلغة أساسية في تعاملاتهم، في حين تكلم 42 بالمئة من السكان بلهجاتٍ فرنسية، مثل اللغة الوالونية ولغة بيكارد ولغة اللورين. تلكم ما يقل عن واحد بالمئة من السكان اللغة الألمانية. على نطاق البلاد، تكلمت الطبقتان الأرستقراطية والوسطى اللغة الفرنسية كلغة ثانية، وكانت الفرنسية هي اللغة المعتمدة في النظام القانوني وفي التعاملات الحكومية. كان هناك تباين هائل في اللكنات والتهجئة والقواعد عبر البلاد، وخاصة في مقاطعة فلانديرز، إذ كانت اللهجة المستخدمة في هذا الإقليم غير مفهومة بالنسبة للأشخاص في مناطق أخرى.
تقع مدينة بروكسل في منطقة يغلب على ساكنيها التحدث باللغة الهولندية. في عام 1842، تكلم 61 بالمئة من سكان بروكسل اللغة الهولندية واستخدم 38 بالمئة منهم اللغة الفرنسية واستعمل العديد من المقيمين فيها لهجاتٍ أخرى بدلًا من اللغات الأصلية مثل اللهجة المارولية. مع نهاية هذه الحقبة، ساهم كل من التغير الاجتماعي والهجرة الداخلية من والونيا إلى بروكسل بتنامي أهمية اللغة الفرنسية في هذه المدينة.

## الحكم النمساوي وأسقفية أمير لييج
في عام 1789، انقسمت المنطقة المشكّلة لبلجيكا الحديثة إلى كيانين مستقلين في الحكم، ويُشكل كلاهما جزءًا من الإمبراطورية الرومانية المقدسة. وُجدت الأراضي المنخفضة النمساوية، والتي ضمت معظم الأراضي التابعة لبلجيكا الحديثة، منذ نهاية حرب الخلافة الإسبانية في 1714 عند احتلال ملكية هابسبورغ للأراضي المنخفضة الأسبانية وانتزاعها من حكم الفرع الإسباني لملكية هابسبورغ (أو ما يُسمى بهابسبورغ الإسبانية). احتفظت الإمارات والدوقيات والمقاطعات التقليدية الناجية من العصور الوسطى بحكم ذاتي إقليمي. تطور اقتصاد الأراضي المنخفضة النمساوية قليلًا فقط، وذلك بسبب فرض رسوم عالية على المواد المصدرة واستمرار غلق ميناء أنتويرب من قبل الهولنديين. على الرغم من نمو بعض المثل العليا التنويرية بين أوساط الطبقة البرجوازية الحضرية، بقي معظم السكان في شك من التعليم وذوي اتجاهٍ سياسيٍ محافظٍ جدًا. امتلكت الكنيسة الكاثولكية نفوذًا واسعًا في حينها، بالرغم من محاولة الحاكم جوزيف الثاني الحدَّ من سلطتها.